# 448 Natalie
Natalie (asteroide 448) é um asteroide da cintura principal com um diâmetro de 47,76 quilómetros, a 2,559488 UA. Possui uma excentricidade de 0,1843979 e um período orbital de 2 030,5 dias (5,56 anos).
Natalie tem uma velocidade orbital média de 16,81339311 km/s e uma inclinação de 12,71486º.
Esse asteroide foi descoberto em 27 de Outubro de 1899 por Max Wolf, Arnold Schwassmann.